# والدستا (جورجیا)
والدستا، جورجیا (به انگلیسی: Valdosta, Georgia) یک شهر در ایالات متحده آمریکا با جمعیت ۵۴٬۵۱۸ نفر است که در جورجیا واقع شده‌است.

## موقعیت جغرافیایی
موقعیت جغرافیایی شهرها و مناطق اطراف به شرح زیر است: